# The Adventures of Puss in Boots
The Adventures of Puss in Boots (Nederlands: De avonturen van de gelaarsde kat) is een Amerikaanse computeranimatieserie uit 2015 op Netflix geproduceerd door DreamWorks Animation Television. Het hoofdpersonage is de gelaarsde kat uit de Shrek-franchise. De televisieserie is gebaseerd op de film Puss in Boots en speelt zich af voor de gebeurtenissen in Shrek. De serie ging op 16 januari 2015 van start. De afleveringen duren elk ongeveer 22 minuten en zijn nagesynchroniseerd door Creative Sounds BV.
De serie won in 2016 een Daytime Emmy Award in de categorie Outstanding Casting for an Animated Series or Special.

## Verhaal
Het verhaal speelt zich af na de gebeurtenissen in de film Puss in Boots, maar voor de gebeurtenissen in Shrek 2. Tot nu toe is hij alleen, maar hier leert hij de waarde van vriendschap wat een rol gaat spelen in de Shrek-films.
In deze televisieserie verbreekt de gelaarsde kat per ongeluk het magische schild dat het verborgen stadje San Lorenzo met zijn mystieke schat beschermd van de buitenwereld. De kat besluit nu om te blijven en de stad te beschermen. Tegelijkertijd sluit hij vriendschap met de weeskinderen van het lokale weeshuis.

## Stemverdeling
Hieronder volgen de originele Engelstalige stemmen van de reeks.
- Eric Bauza als De gelaarsde kat
- Jayma Mays als Dulcinea, een katin
- Paul Rugg als Artephius, een alchemist
- Joshua Rush als Toby, een varken en leider van de weeskinderen
- Carla Jimenez als Señora Zapata, de eigenares van het weeshuis
- Carlos Alazraqui als Burgemeester Temoroso van het stadje San Lorenzo
- Laraine Newman als Pajuna de Schotse hooglander die de lokale bar beheert
- Grey DeLisle als Vina, een weeskind en als Sfinx, de bewaker van het magische uurwerk van San Lorenzo
- Candi Milo als Kid Pickles, een weeskind en als Cevuil, een weeskind
- Ariebella Makana als Esme, een zeer jong weeskind
- Danny Trejo als El Moco, een bandiet
- Maria Bamford als De Hertogin, een bandiet
- John Leguizamo als Jack Sprat, een oude vriend van de kat
- John Rhys-Davies als Goodsword, een magisch zwaard

Nederlandse nasynchronisatie:
- Sander de Heer als de gelaarsde kat
- Stephanie van Rooijen als Dulcinea
- Christa Lips als Kwelaranea
- Canick Hermans als Kwelviola
- Edna Kalb als Fluiter
- Melise de Winter als De Hertogin

## Afleveringen
Er verschenen voorlopig 52 afleveringen verspreid over 4 seizoenen.

### Seizoen 1 (2015)
Er verschenen 15 afleveringen in het eerste seizoen.
| Nr. Serie | Titel     | Regisseur(s)                  | Schrijver(s)            | Uitzenddatum      |  |
| --------- | --------- | ----------------------------- | ----------------------- | ----------------- |  |
| 1         | Hidden    | Luther McLaurin & Lane Lueras | Doug Langdale           | 16 januari 2015   |  |
| 2         | Sphinx    | Lane Lueras                   | Doug Langdale           | 16 januari 2015   |  |
| 3         | Brothers  | Lane Lueras                   | Greg White              | 16 januari 2015   |  |
| 4         | Duchess   | David Mucci Fassett           | Jesse Porter            | 16 januari 2015   |  |
| 5         | Adventure | Luther McLaurin               | Ben Acker & Ben Blacker | 16 januari 2015   |  |
| 6         | Fountains | Douglas Lovelace              | Doug Langdale           | 8 mei 2015        |  |
| 7         | Bravery   | David Mucci Fassett           | Greg White              | 8 mei 2015        |  |
| 8         | Golem     | Luther McLaurin               | Jesse Porter            | 8 mei 2015        |  |
| 9         | Boots     | Roy Burdine                   | Tad Stones              | 8 mei 2015        |  |
| 10        | Sword     | David Mucci Fassett           | Ben Acker & Ben Blacker | 8 mei 2015        |  |
| 11        | Mouse     | Roy Burdine                   | Candie Kelty Langdale   | 28 september 2015 |  |
| 12        | Goblin    | Douglas Lovelace              | Jesse Porter            | 28 september 2015 |  |
| 13        | Star      | Roy Burdine                   | Julia Yorks             | 28 september 2015 |  |
| 14        | Pigs      | Mucci Fassett                 | Greg White              | 28 september 2015 |  |
| 15        | Luck      | Mucci Fassett                 | Ben Acker & Ben Blacker | 28 september 2015 |  |

### Seizoen 2 (2015)
Er verschenen 11 afleveringen in het tweede seizoen. Alle afleveringen van dit seizoen verschenen op 11 december 2015.
| Nr. Serie | Titel    | Regisseur(s)     | Schrijver(s)            | Uitzenddatum     |  |
| --------- | -------- | ---------------- | ----------------------- | ---------------- |  |
| 16        | Dragon   | Douglas Lovelace | Greg White              | 11 december 2015 |  |
| 17        | Moles    | Roy Burdine      | Doug Langdale           | 11 december 2015 |  |
| 18        | Mermaid  | Ben Juwono       | Greg White              | 11 december 2015 |  |
| 19        | Bees     | Roy Burdine      | Candie Kelty Langdale   | 11 december 2015 |  |
| 20        | Squad    | Douglas Lovelace | Jesse Porter            | 11 december 2015 |  |
| 21        | Spells   | Ben Juwono       | Ben Acker & Ben Blacker | 11 december 2015 |  |
| 22        | Scimitar | Douglas Lovelace | Jesse Porter            | 11 december 2015 |  |
| 23        | Stories  | Roy Burdine      | Ben Acker & Ben Blacker | 11 december 2015 |  |
| 24        | Sphere   | Douglas Lovelace | Jesse Porter            | 11 december 2015 |  |
| 25        | Si?      | Ben Juwono       | Greg White              | 11 december 2015 |  |
| 26        | No?      | Jim Hull         | Doug Langdale           | 11 december 2015 |  |

### Seizoen 3 (2016)
Er verschenen 13 afleveringen in het derde seizoen. Alle afleveringen van dit seizoen verschenen op 15 juli 2016.
| Nr. Serie | Titel          | Regisseur(s)      | Schrijver(s)            | Uitzenddatum |  |
| --------- | -------------- | ----------------- | ----------------------- | ------------ |  |
| 27        | Bootless Cries | Johnny Castuciano | Greg White              | 15 juli 2016 |  |
| 28        | Sullen Earth   | Johnny Castuciano | Greg White              | 15 juli 2016 |  |
| 29        | Ugly Duckling  | Jim Hull          | Julia Yorks             | 15 juli 2016 |  |
| 30        | The Muscle     | Ben Juwono        | Jesse Porter            | 15 juli 2016 |  |
| 31        | Sword's Man    | Ben Juwono        | Ben Acker & Ben Blacker | 15 juli 2016 |  |
| 32        | Escape Goat    | Johnny Castuciano | Candie Langdale         | 15 juli 2016 |  |
| 33        | Copy Cat       | Jim Hull          | Jesse Porter            | 15 juli 2016 |  |
| 34        | Coin Toss      | Jim Hull          | Jesse Porter            | 15 juli 2016 |  |
| 35        | King Pickles   | Johnny Castuciano | Ben Acker & Ben Blacker | 15 juli 2016 |  |
| 36        | Pirate Booty   | Jim Hull          | Ben Acker & Ben Blacker | 15 juli 2016 |  |
| 37        | Cat Fish       | Ben Juwono        | Greg White              | 15 juli 2016 |  |
| 38        | Parrot Booty   | Johnny Castuciano | Jesse Porter            | 15 juli 2016 |  |
| 39        | Skeleton Town  | Ben Juwono        | Ben Acker & Ben Blacker | 15 juli 2016 |  |

### Seizoen 4 (2016)
Er verschenen 13 afleveringen in het vierde seizoen. Alle afleveringen van dit seizoen verschenen op 16 december 2016.
| Nr. Serie | Titel            | Regisseur(s)      | Schrijver(s)            | Uitzenddatum     |  |
| --------- | ---------------- | ----------------- | ----------------------- | ---------------- |  |
| 40        | Familiar Feeling | Ben Juwono        | Candie Kelty Langdale   | 16 december 2016 |  |
| 41        | In Dreams        | Johnny Castuciano | Ben Acker & Ben Blacker | 16 december 2016 |  |
| 42        | Fluteus Maximus  | Jim Hull          | Jesse Porter            | 16 december 2016 |  |
| 43        | Prey Time        | Ben Juwono        | Julia Yorks             | 16 december 2016 |  |
| 44        | Written By       | Roy Burdine       | Jesse Porter            | 16 december 2016 |  |
| 45        | Breaking Good    | Johnny Castuciano | Greg White              | 16 december 2016 |  |
| 46        | Fancy Beast      | Ben Juwono        | Jesse Porter            | 16 december 2016 |  |
| 47        | Titan Up         | Roy Burdine       | Julia Yorks             | 16 december 2016 |  |
| 48        | Boar Games       | Johnny Castuciano | Jesse Porter            | 16 december 2016 |  |
| 49        | Small Change     | Ben Juwono        | Julia Yorks             | 16 december 2016 |  |
| 50        | Little Lamb      | Roy Burdine       | Jesse Porter            | 16 december 2016 |  |
| 51        | The Obelisk      | Johnny Castuciano | Greg White              | 16 december 2016 |  |
| 52        | The Bloodwolf    | Ben Juwono        | Doug Langdale           | 16 december 2016 |  |